# Elyanna
Elian Amer Marŷieh  (en árabe: إليان عامر مرجية; Nazaret, 21 de enero de 2002), más conocida como Elyanna y es una cantante y compositora palestino-chilena. Ha firmado con varios sellos discográficos, incluidos Universal Music Group y Salxco.

## Biografía
Nació el 21 de enero de 2002 en la ciudad de Nazaret. Es hija de una escritora y nieta de un famoso poeta y cantante palestino. Su hermano mayor, Firas, es pianista y su hermana, Tali, diseñadora de moda. Con tan solo siete años, Elyanna ya cantaba canciones de artistas como Adele. A los quince años se mudó con su familia a Los Ángeles (Estados Unidos). Fue descubierta por el productor musical Nasri Atwi, que la invitó a su estudio para cantar en árabe y le presentó al artista Massari y al productor musical Wassim Salibi (fundador y director ejecutivo de Universal Arabic Music), quien luego se convirtió en su agente.   

## Carrera

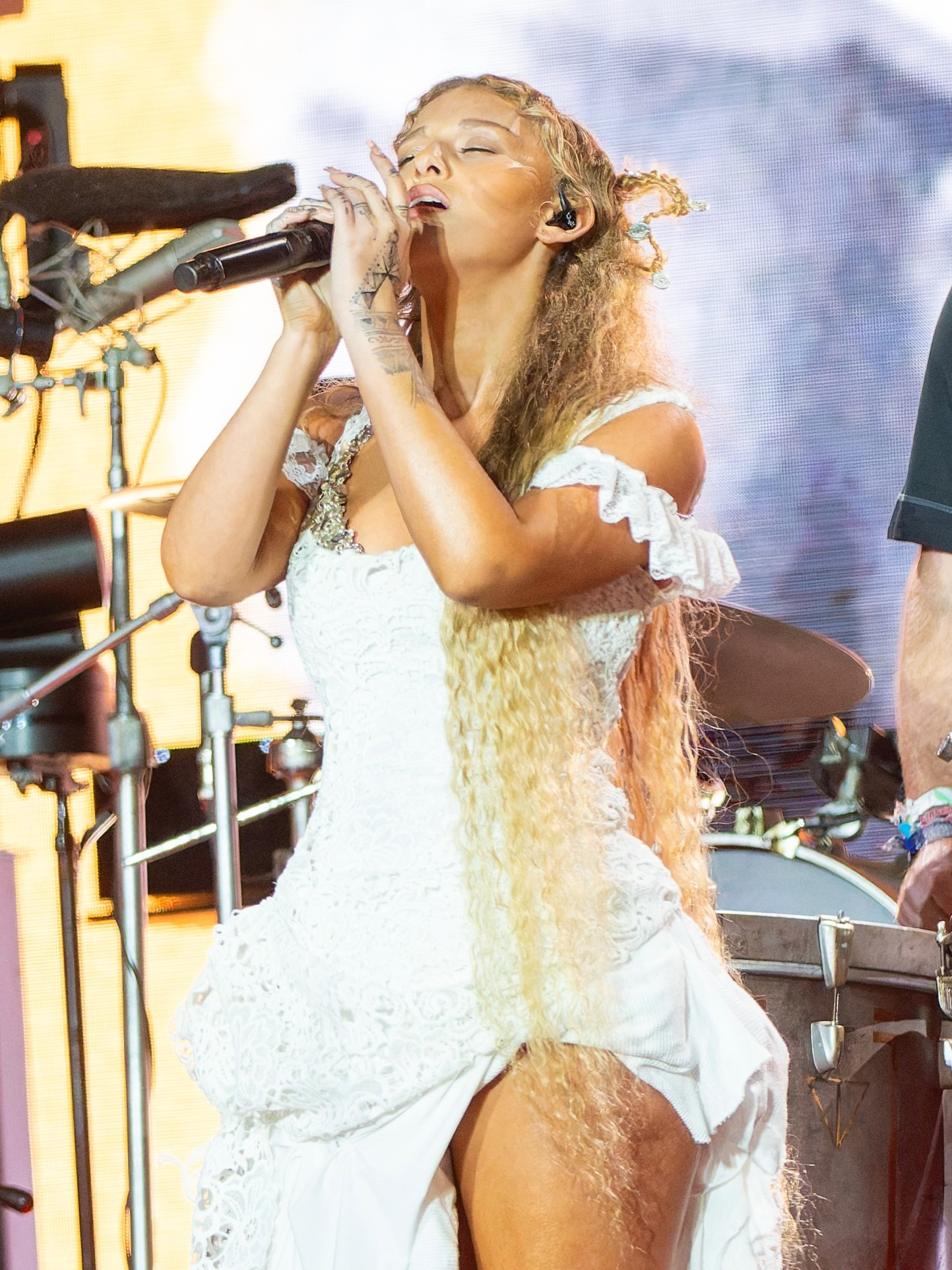
Elyanna.

Elyanna comenzó su carrera como cantante versionando canciones en SoundCloud y YouTube. El 8 de julio de 2019 lanzó su primer sencillo, "Yalla Ya", en SoundCloud y YouTube, y el 24 de julio de 2019, el segundo, "Dance Me Shwe".
El 15 de noviembre de 2019 lanzó el tema "Gouloli Leh" con un videoclip dirigido por su hermano Firas, que es el primer sencillo de su miniálbum. El 17 de enero de 2020, lanzó su segundo sencillo, "Shi", y el videoclip se estrenó el 22 de enero, dirigido por Russell Magic. El 7 de febrero de 2020 lanzó su primer miniálbum, "Elyanna", bajo el sello Empire. El álbum contiene seis canciones. El mismo día lanzó su tercer sencillo, "Majnouni Ana", junto con su videoclip. El 26 de marzo de 2020 lanzó su cuarto sencillo, "Ana Lahali", en colaboración con Massari. La canción ha superado el millón de visitas desde que fue lanzada en YouTube y ocupó el primer lugar en la lista de las 20 mejores canciones del Líbano.   
En marzo del 2021 apareció en la portada de la revista GQ Middle East. En mayo del mismo año apareció en la portada de la revista Jamalak. Y colaboró con Issam Al-Najjar en su canción “Hada Gharib”, que fue lanzada junto a su videoclip el 17 de septiembre de 2021 y ocupó el primer lugar en la lista de las 20 mejores canciones del Líbano. El 10 de octubre de 2021 participó en el concierto de Issam Al-Najjar en Amán , en el Teatro Odeon. El 4 de noviembre de 2021 participó en la cena benéfica para el Children's Cancer Center, que se llevó a cabo en Dubái, en el Coca-Cola Arena. 
El 21 de enero de 2022 lanzó el tema "Gharib Ali" en colaboración con Balti, el primer sencillo de su segundo miniálbum. El videoclip de la canción superó el millón de visitas en YouTube en tan solo dos días. La canción formó parte del programa RADAR de Spotify, cuyo objetivo es apoyar a artistas noveles. Colocaron anuncios de la canción en Times Square en Nueva York, Túnez y Ramala, además de campañas promocionales digitales.
El 3 de marzo de 2022 lanzó su segundo sencillo, titulado “The Universe is Paradise with You”, junto con el videoclip, en el que Lana Del Rey supervisó los looks y atuendos de Elyanna. La dirección estuvo a cargo de la hermana de Lana, la directora Caroline "Chuck" Grant. El tema era la versión árabe de la famosa canción francesa "La vie en rose". El 4 de marzo de 2022 lanzó su segundo miniálbum, "Elyanna 2", que contiene siete canciones, y realizó una fiesta de lanzamiento del álbum en el Peppermint Club en West Hollywood. 
El 5 de marzo de 2022 Elyanna participó con Fay Khadra en la campaña publicitaria de I-M Optics de la Magrabi Company. El 18 de marzo de 2022 ganó el Next Generation Arab Woman Award en la categoría Global Achievement. El premio fue entregado por la revista Cosmopolitan Middle East durante el evento Cosmotel 2022 en el City Center Mirdif, en el que Elyanna actuó en vivo el 19 de marzo.   
El 20 de mayo de 2022 interpretó en vivo la canción "Gharib Ali" con Balti en su concierto en París, y el 21 de mayo de 2022 participó en la fiesta nocturna del Eid con Balti en Alemania, Colonia. El 21 de junio de 2022 apareció en la portada de Cosmopolitan Middle East para la edición de verano. El 24 de junio de 2022 lanzó un videoclip de la canción “Ala Bali”, el tercer sencillo de su segundo miniálbum. Ese mismo día, Elyanna participó en el concierto gratuito del cantante Balti, “Yalla Joe”,  en Túnez, en la Avenida Habib Bourguiba, en presencia de más de veinte mil personas.   
El 31 de julio de 2022, Elyanna y Balti participaron en un concierto de la 56° edición del Festival Internacional de Cartago, al que asistieron más de siete mil personas. Fueron homenajeados por el director del festival, Kamal Al-Ferjani, con una mención honorífica. El 4 de noviembre de 2022 lanzó la canción "Sugar", que es la versión árabe de "Sugar" del cantante Zoobi, en colaboración con Anato. El 5 de noviembre de 2022 participó en la cena benéfica para el Children's Cancer Center en el Líbano, que se llevó a cabo en la Ópera de Dubái. El 28 de noviembre de 2022 participó como ponente en la conferencia XP Music Futures, que se celbró en Arabia Saudita, en Diriyah, en el barrio de Jax. El 3 de diciembre de 2022 participó en el festival Soundstorm de MDL Beast, que tuvo lugar en Riad. 
En abril de 2023 Elyanna participará en el Festival de Coachella, será la primera artista árabe que cantará en su lengua en este evento.   

## Discografía

### Miniálbumes
| Título    | Detalles del álbum                                                                               |
| --------- | ------------------------------------------------------------------------------------------------ |
| Elyanna   | - Fecha de lanzamiento: 7 de febrero de 2020 - Compañía: Elmar Music / Empire                    |
| Elyanna 2 | - Fecha de lanzamiento: 4 de marzo de 2022 - Compañía: Universal Arabic Music / Republic Records |

### Sencillos
| Nombre                                     | Año  | Puesto en las listas | Álbum               |
| Nombre                                     | Año  | Líbano               | Álbum               |
| ------------------------------------------ | ---- | -------------------- | ------------------- |
| "Yalla Ya"                                 | 2019 | —                    | Canciones sin álbum |
| "Dance Me Shwe"                            | 2019 | —                    |                     |
| "Qululi Lih"                               | 2019 | —                    | Elyanna             |
| "Shy"                                      | 2020 | —                    | Elyanna             |
| "Majnuni Ana"                              | 2020 | —                    | Elyanna             |
| "Ana Lihali" (En colaboración con Massari) | 2020 | 1                    | Elyanna             |
| "Gharib Alin" (En colaboración con Balti)  | 2022 | 2                    | Elyanna 2           |
| "The Universe is Paradise with You"        | 2022 | —                    | Elyanna 2           |
| "Ala Bali"                                 | 2022 | 6                    | Elyanna 2           |

### Colaboraciones
| Nombre                                                | Año  | Puesto en las listas | Álbum |
| Nombre                                                | Año  | Líbano               | Álbum |
| ----------------------------------------------------- | ---- | -------------------- | ----- |
| "Hadana Gharib" (En colaboración con Issam El-Najjar) | 2021 | 1                    | Bari? |

"We pray" colaboración con Coldplay 

## Videografía
| Año  | Nombre                                            | Álbum     | Director                      |
| ---- | ------------------------------------------------- | --------- | ----------------------------- |
| 2019 | "Yalla Ya"                                        | Elyanna   | Firas Marjieh                 |
| 2020 | "Shy"                                             | Elyanna   | Russell Magic                 |
| 2020 | "Majnuni Ana"                                     | Elyanna   | Firas Marjieh y Karina Ashkar |
| 2020 | "Ana Lihali" (en colaboración con Massari )       | Elyanna   | Ava Ricky                     |
| 2021 | Hada Gharib (en colaboración con Issam Al-Nejjar) | Bari      | Juan Primo                    |
| 2022 | "Gharib Ali" (en colaboración con Balti )         | Elyanna 2 | Juan Primo                    |
| 2022 | "The Universe is Paradise with You"               | Elyanna 2 | Caroline "Chuck" Grant        |
| 2022 | "Ala Bali"                                        | Elyanna 2 | Russell Magic                 |

## Shows en vivo
| Fecha                  | Evento                                                      | Ciudad                         | Escenario               |
| ---------------------- | ----------------------------------------------------------- | ------------------------------ | ----------------------- |
| 10 de octubre de 2021  | Concierto de Issam El-Najjar                                | Amán, Jordania                 | Teatro Odeón            |
| 4 de noviembre de 2021 | Cena benéfica para el Children's Cancer Center en el Líbano | Dubái, Emiratos Árabes Unidos  | Coca-Cola Arena         |
| 14 de marzo de 2022    | Fiesta de lanzamiento del álbum Elyanna 2                   | West Hollywood, Estados Unidos | Peppermint Club         |
| 19 de marzo de 2022    | Cosmotel 2022                                               | Dubái, Emiratos Árabes Unidos  | City Center Mardif      |
| 20 de marzo de 2022    | Fiesta nocturna en París                                    | París, Francia                 | Salón O'Velling         |
| 21 de marzo de 2022    | Fiesta del Eid                                              | Colonia, Alemania              | Salón Sartori           |
| 24 de junio de 2022    | Yalla Joe                                                   | Túnez, Túnez                   | Avenida Habib Bourguiba |
| 31 de julio de 2022    | Festival Internacional de Cartago                           | Cartago, Túnez                 | Anfiteatro de Cartago   |
| 5 de noviembre de 2022 | Cena benéfica para el Children's Cancer Center en el Líbano | Dubái, Emiratos Árabes Unidos  | Ópera de Dubái          |
| 3 de diciembre de 2022 | Festival Soundstorm de MDL Beast                            | Riad, Arabia Saudita           | Teatro Down Beast       |

## Premios y nominaciones
| Año  | Premio                           | Categoría | Resultado |
| ---- | -------------------------------- | --------- | --------- |
| 2022 | Next Generation Arab Woman Award | Logros    | Ganadora  |